# Чертковская библиотека

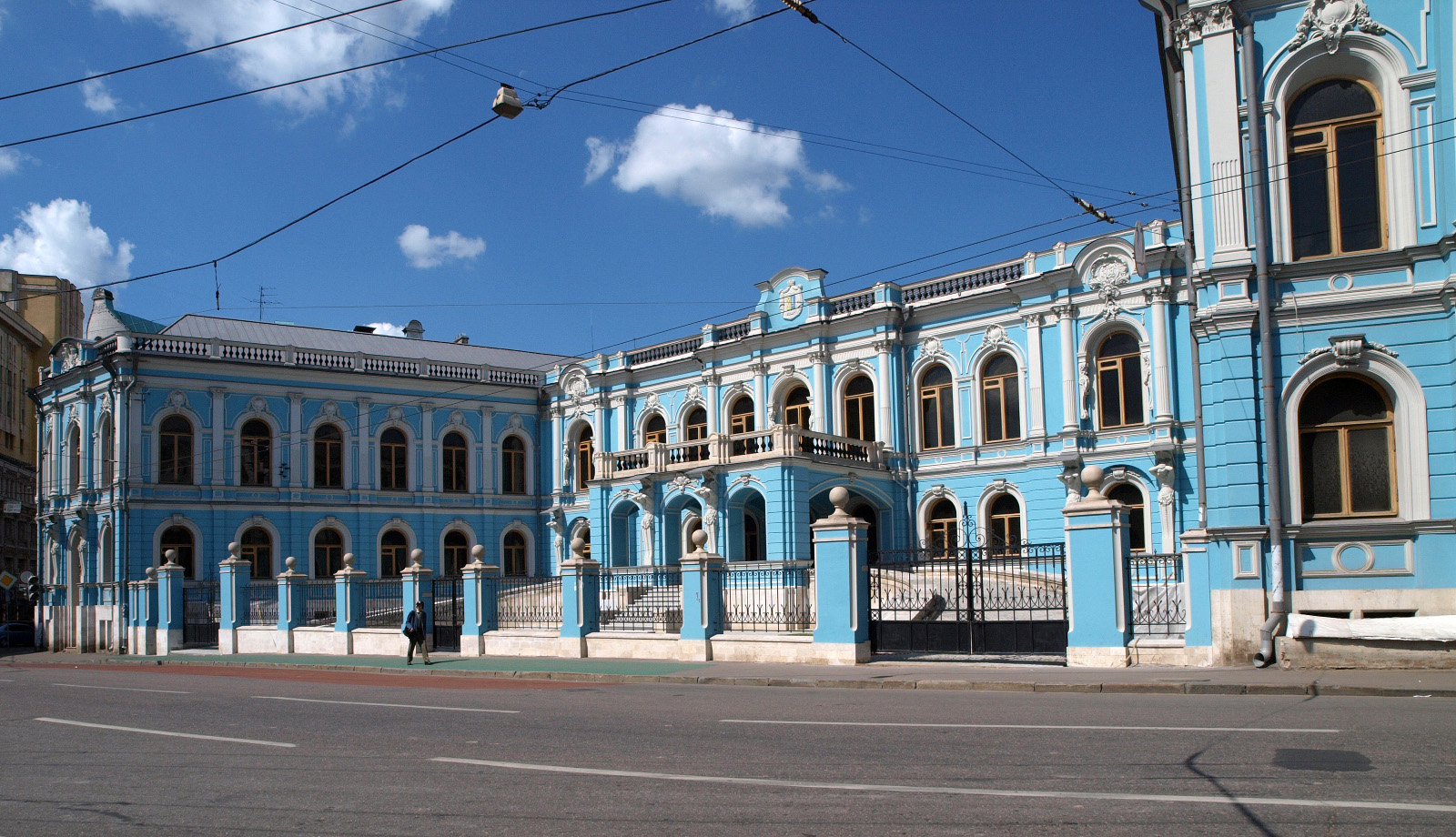
Усадьба Черткова, в которой располагалась библиотека

Чертковская библиотека — первая в Москве общедоступная библиотека. Изначально частное собрание книг по истории России, составленное Александром Дмитриевичем Чертковым (1789—1858). Занимала специально построенный флигель особняка Чертковых на Мясницкой улице, 7. В 1887 году составила основу фондов Библиотеки Императорского Российского исторического музея, позднее, в советское время, составила основу книжных фондов Государственной публичной исторической библиотеки.
Унаследовав от родителей значительную библиотеку, Чертков усердно пополнял её преимущественно сочинениями о России и славянстве в историческом, археологическом, литературном и других отношениях, на всех европейских языках и славянских наречиях. В 1838 году он выпустил первый том описания своей библиотеки («Всеобщая библиотека России, или Каталог книг для изучения нашего отечества во всех отношениях и подробностях»). Через семь лет появился второй том «Каталога». Всего в обоих томах насчитывалось 8 800 книг.

В 1863 году, после смерти владельца, согласно его желанию, библиотека была открыта его сыном и наследником, Григорием Александровичем Чертковым, для бесплатного пользования. Библиотека была расположена по способу, принятому в библиотеках Британского музея, снабжена справочными каталогами и открыта для учёных, литераторов и любителей просвещения. В 1867 году в ней уже насчитывалось, благодаря частным пожертвованиям и приобретениям, 13 412 сочинений в 21 349 томах. К Чертковской библиотеке примыкало книжное собрание зятя А. Д. Черткова, князя А. Н. Голицына, размещённое в том же помещении. 

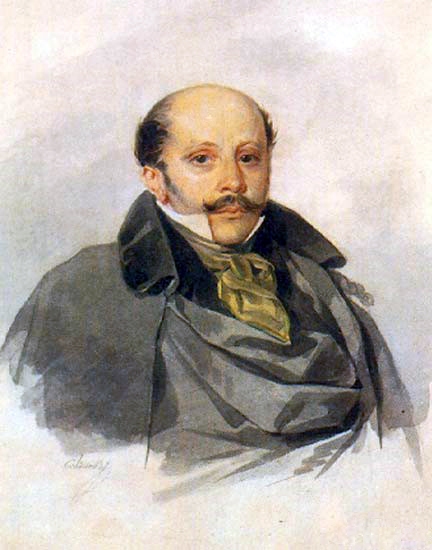
Учредитель библиотеки, А. Д. Чертков

Хотя Чертковская библиотека была сравнительно невелика, но до образования в Императорской Публичной библиотеке отдела Rossica она представляла единственное в России ценное собрание книг о России и славянах, а по обилию редчайших изданий служила богатейшей сокровищницей, изобилующей и редкими рукописями (в 1867 году их было около 350).
Этой библиотекой пользовались Василий Жуковский, Александр Пушкин, Николай Гоголь, Михаил Погодин, Константин Циолковский и другие выдающиеся литераторы, публицисты и учёные. Лев Толстой собирал здесь материалы для «Войны и мира». Заведовал библиотекой с 1859 по 1872 годы Пётр Иванович Бартенев, которым было предпринято третье издание каталога Чертковской библиотеки (1863). При библиотеке Бартеневым был основан и издавался с 1863 по 1872 годы один из лучших исторических журналов XIX века — «Русский архив». С 1869 года помощником библиотекаря Чертковской библиотеки служил философ Николай Фёдоров.
В 1871 году владелец библиотеки Г. А. Чертков в связи с переездом в Петербург принял решение о продаже московского особняка. Книжное собрание он пожертвовал городу Москве под условием, что оно не будет разрознено. Московская городская публичная Чертковская библиотека находилась в доме Пашкова (Румянцевский музей) в ведении Московской городской думы вплоть до 1887 года, когда она была передана в новосозданный Императорский Российский исторический музей. Этот период истории библиотеки связан с именем Алексея Станкевича, который занимал пост заведующего музейной библиотекой до 1914 года. Московская городская дума продолжала выделение средств на пополнение фондов библиотеки вплоть до 1918 года.
В 1938 году Чертковская коллекция вместе с другими книжными коллекциями Библиотеки ГИМ с прибавлением фондов Объединённой библиотеки Институтов красной профессуры составила основу фондов Государственной публичной исторической библиотеки. С середины 1990-х годов за воссоздание исторической библиотеки в первоначальном составе борется потомок рода Чертковых, Николай Сергеевич Чертков.